# Тараканов, Николай Дмитриевич
Николай Дмитриевич Тараканов (род. 19 мая 1934, село Гремячье, Центрально-Чернозёмная область) — советский военачальник, генерал-майор, доктор технических наук, член Президиума РАН, учредитель и председатель координационного совета НП Президентский клуб «Доверия», президент МООИ «Центр социальной защиты инвалидов», член Союза писателей России, лауреат Международной литературной премии им. М. А. Шолохова (2008).
Руководил операцией по удалению высокорадиоактивных элементов из особо опасных зон Чернобыльской АЭС и восстановительными работами после землетрясения в Спитаке. Инвалид второй группы из-за развившейся у него лучевой болезни.

## Биография
Родился на Дону в селе Гремячье (ныне — Хохольского района Воронежской области) в большой крестьянской семье. В 1953 году окончил Гремяченскую среднюю школу, затем — Харьковское военное техническое училище. Служил в училище, позднее — в Краснознамённом полку войск гражданской обороны (город Мерефа) на должности командира электротехнического взвода.
В 1963 году заочно окончил Харьковский автодорожный институт по специальности «инженер-механик». Служил в Саратове полковым инженером, с 1967 года — преподавателем в Московском военном училище гражданской обороны. В 1972 окончил адъюнктуру Военно-инженерной академии им. Куйбышева (Москва). Служил старшим специалистом в Военно-техническом комитете войск гражданской обороны СССР, затем — во Всесоюзном НИИ гражданской обороны (в том числе в должности первого заместителя начальника института), заместителем начальника штаба гражданской обороны РСФСР.
В 1986 году руководил операцией по удалению высокорадиоактивных элементов из особо опасных зон Чернобыльской АЭС.

Для меня и для моих солдат до самой моей смерти чернобыльская катастрофа будет одним из самых трагических событий в моей 37-летней службе. Я попал туда в июне месяце 1986 года, когда ещё царила полная неразбериха после самой крупномасштабной катастрофы на нашей планете.— Н. Д. Тараканов (цит. по:)
В 1988 году руководил спасательными работами после землетрясения в Спитаке.

Спитак оказался куда пострашнее Чернобыля! В Чернобыле ты схватил свою дозу и будь здоров, ведь радиация — враг-невидимка.
А тут — разорванные тела, стоны под руинами… Поэтому нашей главной задачей было не только помочь и вытащить из завалов живых, но и достойно похоронить погибших. Мы фотографировали и фиксировали в штабной альбом все неопознанные трупы и хоронили их под номерами.
Когда же возвращались из госпиталей и больниц пострадавшие от землетрясения люди, то начинали искать погибших родственников и обращались к нам. Мы давали снимки на опознание. Затем опознанных мы изымали из могил и хоронили уже по-людски, по-христиански. Продолжалось это на протяжении полугода….

В конце прошлого года, когда исполнилось десять лет с момента трагедии, мы побывали в Спитаке и посмотрели на нынешнее его убогое состояние. Армяне понимают, что с распадом Союза они потеряли больше, чем кто-либо другой. В одночасье рухнула союзная программа по восстановлению разрушенных стихией Спитака, Ленинакана, Ахурянского района. Сейчас они достраивают то, что строили Россия и иные республики СССР.— Н. Д. Тараканов (цит. по:)

В июне 2019 года, в интервью телеканалу «Дождь», обсуждая сериал HBO «Чернобыль» он сообщил, что потерял сбережения, которые копил на лечение.
И тем не менее пришлось бороться. Вот у меня телеграмма ему, я в этом году… Постоянно с лучевой болезнью я лежал то в армейских госпиталях, то в больнице администрации президента. И вот однажды в этой больнице говорят: «Генерал, мы не можем восстановить подвижность ног, ни боли в суставах и так далее». Я был в Израиле, один раз лечился, «Газпром» мне оплачивал поездку мою и пятнадцати солдат.
И я по своей наивности, как мы все наивные, я свои сбережения и все пенсии генеральские размещал в «Московской городской кассе», в сберкассе. Она шесть лет работала. Узнал все, что нормальная касса и так далее. И теперь я из кремлёвской больницы звоню, значит, Попову, директору на Новой площади, 10. Я говорю: «Вы приготовьте мне деньги, я получил согласие снова в Израиль. Я не прошу денег ни у Путина, ни у государства, просто мне пусть отдадут деньги». «Приезжайте, генерал, хорошо».
Я через неделю приезжаю, пока выписали, пока то-сё. Приезжаю, он говорит: «Вы знаете, у нас Центробанк отобрал лицензию. Мы деньги вам не можем выдать». Тогда я одну телеграмму Путину пишу, вторую, третью. Что вы думаете? Я думаю, конечно, если бы эти телеграммы ложились к нему на стол, конечно, он бы принял решение. Но эти телеграммы попадали вот этому человеку, Дозорову.
Вы можете прямо сейчас обратиться к Владимиру Владимировичу, мы запишем ваше обращение.
Да. И он мне отвечает: «Генерал, а что мы можем сделать? Подавайте в суд. Подавайте на Центробанк». Центробанк тоже отвечает: «Генерал, подавайте в суд». Но эта же деятельница, глава Центробанка, ведь она знает, если шесть лет работала эта касса, что же вы сразу ставите ее на банкротство? Вы же не поинтересовались, там есть участники войны, есть чернобыльцы, есть инвалиды. Вы отдайте им деньги, а потом сажайте в тюрьму тех. Ничего этого не сделали. И вот я так решения до сегодняшнего дня и не получил. Вот они, все телеграммы, которые я на каналах даже сегодня показывал.
Телеканал Дождь
По его словам, за руководство операцией на Чернобыльской аварии, он представлен к званию Героя Советского Союза. Об этом генерал рассказал в интервью журналисту Алексею Пивоварову («Редакция». Канал Алексея Пивоварова на YouTube). Но после, как рассказывает Тараканов, конфликта с начальником штаба Киевского военного округа генералом Фёдоровым, его удалили из списка.

### Семья
Отец — Дмитрий Тихонович Тараканов, участник Гражданской, советско-финской и Великой Отечественной войн; мать — Наталья Васильевна. Жена — Зоя Ивановна, врач; дочь Елена, врач; замужем за Игорем Филоненко, врачом.

## В кино
В сериале телеканала HBO «Чернобыль» образ генерала воплотил британский актёр Ральф Айнесон. Тараканов положительно оценил сериал, назвав его «блестящей работой», кроме того высоко отозвался и об игре британского актёра Ральфа Айнесона, который воплотил в сериале его образ
Посмотрели. Узнали прототип самого себя?
Да, посмотрел. Играл его очень замечательный актер Ральф, сыграл, я скажу вам, блестяще. Не все, не от начала до конца, но самые главные момента руководства операцией генералом на Чернобыле, снятие ядерного топлива, графита и так далее ― это было очень блестяще показано.
Телеканал Дождь
То есть вы были в первой партии людей, которые согласились пойти на крышу. И вы говорили именно то, что в фильме?
Один к одному. Мне понравился актёр (Ралф Айнесон. — RT), я даже в него влюбился. Прямо один в один генерал, даже не к чему придраться.
Телеканал RT (Russia Today)

## Награды
- Юбилейная медаль «За воинскую доблесть. В ознаменование 100-летия со дня рождения Владимира Ильича Ленина»
- орден «За службу Родине в Вооружённых Силах СССР» III степени (1975), II степени (1987)
- орден Красной Звезды (1982)
- орден «Знак Почёта» (1988)
- орден Дружбы (1995)
- медаль «Ветеран Вооружённых Сил СССР»
- юбилейные медали «40 лет Вооружённых Сил СССР», «50 лет Вооружённых Сил СССР», «60 лет Вооружённых Сил СССР», «70 лет Вооружённых Сил СССР», «60 лет Победы в Великой Отечественной войне», «65 лет Победы в Великой Отечественной войне», «150 лет железнодорожным войскам России»
- медаль «За безупречную службу» 1, 2 и 3 степеней
- медаль «75 лет гражданской обороне»[3]

общественные награды
- орден «За спасение жизни на земле» (на зелёной ленте)
- орден «Гордость России» (на красной ленте)
- орден «За службу Отечеству» III и I степени (на ленте)
- орден «Гражданская доблесть»
- орден «Защитники Отечества» (белого цвета)
- Почётный гражданин (Орден серебряная звезда «Общественное признание»)
- орден «За заслуги» (Приказом министра МЧС Шойгу)
- золотая медаль лауреата Международной литературной премии им. М. А. Шолохова (2008)
- золотая медаль Сергея Есенина
- золотая медаль «Почётный адвокат»
- золотая медаль «Лауреат литературной премии Чернобыльская звезда»
- медали «За верность Отечеству», «Миротворец», «Русская земля», «Медаль Бунина», Серебряная медаль РАЕН, «За заслуги в деле возрождения нации им. Петра Великого», «20 лет Чернобыльской катастрофы», «За верность долгу», «За заслуги в области ветеринарии», «Георгий Жуков», «55 лет Московской городской писательской организации», «Афганистан 40-я армия», Медаль им. Рентгена (Германия)[3].

## Научная деятельность
Источник — Электронные каталоги РНБ
- Максимов М. Т., Тараканов Н. Д. Опыт применения технических средств и способов ликвидации последствий аварии на Чернобыльской АЭС / Под общ. ред. В. Л. Говорова. — М. : Стройиздат, 1990. — 137 с.
- Тараканов Н. Д. Комплексная механизация спасательных и неотложных аварийно-восстановительных работ. — М. : Энергоатомиздат, 1984. — 304 с. — (Гражданская оборона СССР).

## Публицистика
Источник — Электронные каталоги РНБ
книги
- Тараканов Н. Д. Две трагедии XX века. [Взрыв ядер. реактора на Чернобыл. АЭС и землетрясение в Спитаке] : Докум. повести. — М. : Сов. писатель, 1992. — 431 с. — ISBN 5-265-02615-0
- Тараканов Н. Д. Живая память. размышления о времени и о человеческой судьбе… / сост. А. Пекарский. — Изд. 2-е, доп. [и дораб.]. — М. : Филиал Воениздата, 2006. — 488 с. — ISBN 5-203-02811-2
- Тараканов Н. Д. Записки русского генерала. Избр. произведения : В 3-х т. — М. : 4-й фил. Воениздата, 1998.
  - Т. 1 : Исчадие ада
  - Т. 2 : Гробы на плечах
  - Т. 3 : Бездна
- Тараканов Н. Д. Записки русского генерала. [избранные произведения]. — М. : Филиал Воениздата, 2007.
  - Т. 1 : Исчадие ада
  - Т. 2 : И разверзлась тверь земная
  - Т. 3 : Над пропастью во лжи…
- Тараканов Н. Д. И стали две судьбы единою судьбою…: литературно-художественный сборник. — М. : Филиал Воениздата, 2008. — 175 с. — ISBN 5-203-02753-X
- Тараканов Н. Д. Когда горы плачут. — М. : Достоинство, 2014. — 294 с. — ISBN 978-5-904552-35-0
- Тараканов Н. Д. Надежда России. — М. : Б.и., 2004. — 472 с. — ББК Ш6(2=Р)75-491
- Тараканов Н. Д. Под созвездием Быка. Полем. раздумья. — М. : Интер-Весы, 2003. — 279 с. — ISBN 5-86490-093-14 (ошибоч.)
- Тараканов Н. Д. Разлом : [Землетрясение в Армении 7 дек. 1988 г.]. — М. : Воениздат, 1991. — 192 с. — ISBN 5-203-01243-1
- Тараканов Н. Д. Русский узел. Кн. раздумий. — 2-е изд.,[доп.]. — М. : Воениздат, 2002. — 615 с. — ISBN 5-86490-117-X
- Тараканов Н. Д. Чернобыльские записки, или Раздумья о нравственности. — М. : Воениздат, 1989. — 208 с. — ISBN 5-203-00716-0
- Цхинвал: хроника грузинской агрессии. документальный сборник / под общ. ред. Н. Д. Тараканова. — Изд. 2-е, доп. — М. : Президентский клуб «Доверия», 2009. — 272 с. — ISBN 5-203-02765-8
- «Сигнал Чернобыля»; «Мертвые судят живых»; «Мертвые не молчат»; «На рубеже тысячелетий. Перелом»; «Перелом»; «Графит»; «Солдаты Отчизны»; «Виват Президенту Путину!»; «Президент Путин в новой версии»; «Сонькино озеро»[3]

участие в телепередачах
- программа телекомпании ВВС
- видеофильм «Чернобыль : хроника молчания»
- программа «Доброе утро» (с Ариной Шараповой, Ларисой Вербицкой)
- фильм телекомпании «Вечерний Воронеж» (1992)
- программа «Поехали!» телекомпании «Класс!» (по заказу ОРТ, 1997)
- программа «Герой дня» со Светланой Сорокиной (НТВ, 1998)
- программа «Свидетель века» (НТВ, 2000)
- программа «Прости» с Андреем Разбашем (Первый канал, 2005)
- программа «Церковь и мир» (21 июня 2014)
- программа «Мужское и женское» (ОРТ — 1-й канал, 20 февраля 2015)[3]